# Witrogoszcz-Kolonia
Witrogoszcz-Kolonia (prononciation : [viˈtrɔɡɔʂt͡ʂ kɔˈlɔɲa]) est un  village polonais de la gmina de Łobżenica dans le powiat de Piła de la voïvodie de Grande-Pologne dans le centre-ouest de la Pologne.
Il se situe à environ 9 kilomètres au nord-est de Łobżenica (siège de la gmina), 45 km au nord-est de Piła (siège du powiat), et à 115 km au nord de Poznań (capitale de la Grande-Pologne).

## Histoire
De 1975 à 1998, le village faisait partie du territoire de la voïvodie de Piła.

Depuis 1999, Witrogoszcz-Kolonia est situé dans la voïvodie de Grande-Pologne.